# Supersport-Weltmeisterschaft 2018
Die Supersport-WM-Saison 2018 war die 20. in der Geschichte der FIM-Supersport-Weltmeisterschaft. Es wurden 12 Rennen ausgetragen.

## Punkteverteilung
Weltmeister wird derjenige Fahrer beziehungsweise der Hersteller, der bis zum Saisonende die meisten Punkte in der Weltmeisterschaft angesammelt hat. Bei der Punkteverteilung werden die Platzierungen im Gesamtergebnis des jeweiligen Rennens berücksichtigt. Die fünfzehn erstplatzierten Fahrer jedes Rennens erhalten Punkte nach folgendem Schema:
| Punkteverteilung | Punkteverteilung | Punkteverteilung | Punkteverteilung | Punkteverteilung | Punkteverteilung | Punkteverteilung | Punkteverteilung | Punkteverteilung | Punkteverteilung | Punkteverteilung | Punkteverteilung | Punkteverteilung | Punkteverteilung | Punkteverteilung | Punkteverteilung |
| ---------------- | ---------------- | ---------------- | ---------------- | ---------------- | ---------------- | ---------------- | ---------------- | ---------------- | ---------------- | ---------------- | ---------------- | ---------------- | ---------------- | ---------------- | ---------------- |
| Platz            | 1                | 2                | 3                | 4                | 5                | 6                | 7                | 8                | 9                | 10               | 11               | 12               | 13               | 14               | 15               |
| Punkte           | 25               | 20               | 16               | 13               | 11               | 10               | 9                | 8                | 7                | 6                | 5                | 4                | 3                | 2                | 1                |

In die Wertung kamen alle erzielten Resultate.

## Wissenswertes
- Alle Piloten traten auf Pirelli-Einheitsreifen an.

## Rennkalender
|    | Datum         | Land           | Strecke                               | Streckenlayout |
| -- | ------------- | -------------- | ------------------------------------- | -------------- |
| 1  | 25. Februar   | Australien     | Phillip Island Circuit                |                |
| 2  | 25. März      | Thailand       | Chang International Circuit           |                |
| 3  | 15. April     | Spanien        | Motorland Aragón                      |                |
| 4  | 22. April     | Niederlande    | TT Circuit Assen                      |                |
| 5  | 13. Mai       | Italien        | Autodromo Enzo e Dino Ferrari         |                |
| 6  | 27. Mai       | Großbritannien | Donington Park                        |                |
| 7  | 10. Juni      | Tschechien     | Automotodrom Brno                     |                |
| 8  | 8. Juli       | Italien        | Misano World Circuit Marco Simoncelli |                |
| 9  | 16. September | Portugal       | Autódromo Internacional do Algarve    |                |
| 10 | 30. September | Frankreich     | Circuit de Nevers Magny-Cours         |                |
| 11 | 14. Oktober   | Argentinien    | Circuito San Juan Villicum            |                |
| 12 | 27. Oktober   | Katar          | Losail International Circuit          |                |

## Rennergebnisse
| Nr. | Datum  | Rennen         | Strecke          | Pole-Position       | Platz 1             | Platz 2             | Platz 3             | Schn. Rennrunde    | Gesamtführender Fahrer | Gesamtführender Konstrukteur |
| --- | ------ | -------------- | ---------------- | ------------------- | ------------------- | ------------------- | ------------------- | ------------------ | ---------------------- | ---------------------------- |
| 1   | 25.02. | Australien     | Phillip Island   | Lucas Mahias        | Lucas Mahias        | Randy Krummenacher  | Sandro Cortese      | Sandro Cortese     | Lucas Mahias           | Yamaha                       |
| 2   | 25.03. | Thailand       | Chang            | Lucas Mahias        | Randy Krummenacher  | Lucas Mahias        | Federico Caricasulo | Randy Krummenacher | Lucas Mahias           | Yamaha                       |
| 3   | 15.04. | Spanien        | Motorland Aragón | Sandro Cortese      | Sandro Cortese      | Federico Caricasulo | Jules Cluzel        | Sandro Cortese     | Lucas Mahias           | Yamaha                       |
| 4   | 22.04. | Niederlande    | Assen            | Sandro Cortese      | Jules Cluzel        | Randy Krummenacher  | Raffaele De Rosa    | Randy Krummenacher | Lucas Mahias           | Yamaha                       |
| 5   | 13.05. | Italien        | Imola            | Lucas Mahias        | Jules Cluzel        | Federico Caricasulo | Raffaele De Rosa    | Lucas Mahias       | Randy Krummenacher     | Yamaha                       |
| 6   | 27.05. | Großbritannien | Donington        | Jules Cluzel        | Sandro Cortese      | Jules Cluzel        | Raffaele De Rosa    | Sandro Cortese     | Sandro Cortese         | Yamaha                       |
| 7   | 10.06. | Tschechien     | Brünn            | Sandro Cortese      | Jules Cluzel        | Sandro Cortese      | Raffaele De Rosa    | Lucas Mahias       | Sandro Cortese         | Yamaha                       |
| 8   | 08.07. | Italien        | Misano           | Federico Caricasulo | Federico Caricasulo | Raffaele De Rosa    | Sandro Cortese      | Sandro Cortese     | Sandro Cortese         | Yamaha                       |
| 9   | 02.08. | Portugal       | Portimão         | Lucas Mahias        | Lucas Mahias        | Federico Caricasulo | Kyle Smith          | Lucas Mahias       | Sandro Cortese         | Yamaha                       |
| 10  | 30.09. | Frankreich     | Magny-Cours      | Federico Caricasulo | Jules Cluzel        | Sandro Cortese      | Lucas Mahias        | Sandro Cortese     | Sandro Cortese         | Yamaha                       |
| 11  | 14.10. | Argentinien    | San Juan         | Lucas Mahias        | Jules Cluzel        | Sandro Cortese      | Lucas Mahias        | Sandro Cortese     | Sandro Cortese         | Yamaha                       |
| 12  | 27.10. | Katar          | Katar            | Lucas Mahias        | Lucas Mahias        | Sandro Cortese      | Federico Caricasulo | Sandro Cortese     | Sandro Cortese         | Yamaha                       |

## Teams und Fahrer
| Team                                                     | Hersteller                       | Motorrad                         | Nr.                              | Fahrer                           | Läufe                            |
| FIM Supersport-Weltmeisterschaft                         | FIM Supersport-Weltmeisterschaft | FIM Supersport-Weltmeisterschaft | FIM Supersport-Weltmeisterschaft | FIM Supersport-Weltmeisterschaft | FIM Supersport-Weltmeisterschaft |
| -------------------------------------------------------- | -------------------------------- | -------------------------------- | -------------------------------- | -------------------------------- | -------------------------------- |
| MV Agusta Reparto Corse by Vamag                         | MV Agusta                        | MV Agusta F3                     | 3                                | Raffaele De Rosa                 | alle                             |
| MV Agusta Reparto Corse by Vamag                         | MV Agusta                        | MV Agusta F3                     | 86                               | Ayrton Badovini                  | alle                             |
| Profile Racing                                           | Triumph                          | Triumph Daytona 675              | 4                                | Jack Kennedy                     | 2                                |
| Profile Racing                                           | Triumph                          | Triumph Daytona 675              | 35                               | Stefan Hill                      | 1, 3–8                           |
| Profile Racing                                           | Triumph                          | Triumph Daytona 675              | 49                               | Sam Hornsey                      | 9–12                             |
| Profile Racing                                           | Triumph                          | Triumph Daytona 675              | 81                               | Luke Stapleford                  | 1–5                              |
| Profile Racing                                           | Yamaha                           | Yamaha YZF-R 6                   | 81                               | Luke Stapleford                  | 6–12                             |
| Yamaha Thailand Racing Team                              | Yamaha                           | Yamaha YZF-R 6                   | 5                                | Ratthapong Wilairot              | 2                                |
| Yamaha Thailand Racing Team                              | Yamaha                           | Yamaha YZF-R 6                   | 24                               | Decha Kraisart                   | 2                                |
| GMT94 Yamaha                                             | Yamaha                           | Yamaha YZF-R 6                   | 6                                | Corentin Perolari                | 3, 6, 8–12                       |
| GMT94 Yamaha                                             | Yamaha                           | Yamaha YZF-R 6                   | 94                               | Mike Di Meglio                   | 1–2                              |
| Cube Racing                                              | Kawasaki                         | Kawasaki ZX-6 R                  | 7                                | Tom Toparis                      | 1                                |
| Orelac Racing VerdNatura                                 | Kawasaki                         | Kawasaki ZX-6 R                  | 10                               | Nacho Calero                     | alle                             |
| Kallio Racing                                            | Yamaha                           | Yamaha YZF-R 6                   | 11                               | Sandro Cortese                   | alle                             |
| Kallio Racing                                            | Yamaha                           | Yamaha YZF-R 6                   | 84                               | Loris Cresson                    | alle                             |
| Gemar Team Lorini                                        | Honda                            | Honda CBR 600 RR                 | 12                               | Alex Murley                      | 9–12                             |
| Gemar Team Lorini                                        | Honda                            | Honda CBR 600 RR                 | 19                               | Alex Baldolini                   | 7–8                              |
| Gemar Team Lorini                                        | Honda                            | Honda CBR 600 RR                 | 74                               | Jaimie van Sikkelerus            | alle                             |
| Gemar Team Lorini                                        | Honda                            | Honda CBR 600 RR                 | 111                              | Kyle Smith                       | 1–6                              |
| EAB antwest Racing                                       | Kawasaki                         | Kawasaki ZX-6 R                  | 13                               | Anthony West                     | 1–8                              |
| EAB antwest Racing                                       | Kawasaki                         | Kawasaki ZX-6 R                  | 33                               | Kevin van Leuven                 | 10                               |
| EAB antwest Racing                                       | Kawasaki                         | Kawasaki ZX-6 R                  | 51                               | Glenn van Straalen               | 11–12                            |
| Czech Road Racing Team Chalupari                         | Yamaha                           | Yamaha YZF-R 6                   | 14                               | Michal Chalupa                   | 7                                |
| NRT                                                      | Yamaha                           | Yamaha YZF-R 6                   | 16                               | Jules Cluzel                     | alle                             |
| NRT                                                      | Yamaha                           | Yamaha YZF-R 6                   | 36                               | Thomas Gradinger                 | alle                             |
| Bardahl Evan Bros. WorldSSP Team                         | Yamaha                           | Yamaha YZF-R 6                   | 21                               | Randy Krummenacher               | alle                             |
| Freudenberg World SSP Team                               | Yamaha                           | Yamaha YZF-R 6                   | 23                               | Max Enderlein                    | 7                                |
| Kawasaki Puccetti Racing                                 | Kawasaki                         | Kawasaki ZX-6 R                  | 25                               | Azlan Shah Kamaruzaman           | 2                                |
| Kawasaki Puccetti Racing                                 | Kawasaki                         | Kawasaki ZX-6 R                  | 32                               | Sheridan Morais                  | 3–4, 6–8                         |
| Kawasaki Puccetti Racing                                 | Kawasaki                         | Kawasaki ZX-6 R                  | 50                               | Kengo Nagao                      | 9                                |
| Kawasaki Puccetti Racing                                 | Kawasaki                         | Kawasaki ZX-6 R                  | 54                               | Kenan Sofuoğlu                   | 1, 5                             |
| Kawasaki Puccetti Racing                                 | Kawasaki                         | Kawasaki ZX-6 R                  | 78                               | Hikari Okubo                     | alle                             |
| Kawasaki Puccetti Racing                                 | Kawasaki                         | Kawasaki ZX-6 R                  | 98                               | Héctor Barberá                   | 9–12                             |
| Team GoEleven Kawasaki                                   | Kawasaki                         | Kawasaki ZX-6 R                  | 29                               | Ted Collins                      | 2                                |
| Team GoEleven Kawasaki                                   | Kawasaki                         | Kawasaki ZX-6 R                  | 34                               | Ezequiel Iturrioz                | 5–12                             |
| Team GoEleven Kawasaki                                   | Kawasaki                         | Kawasaki ZX-6 R                  | 44                               | Luigi Morciano                   | 7                                |
| Team GoEleven Kawasaki                                   | Kawasaki                         | Kawasaki ZX-6 R                  | 65                               | Michael Canducci                 | 1, 3–6                           |
| Team GoEleven Kawasaki                                   | Kawasaki                         | Kawasaki ZX-6 R                  | 83                               | Lachlan Epis                     | 1–4                              |
| Team GoEleven Kawasaki                                   | Kawasaki                         | Kawasaki ZX-6 R                  | 88                               | Christian Stange                 | 8–12                             |
| Racedays                                                 | Honda                            | Honda CBR 600 RR                 | 38                               | Hannes Soomer                    | alle                             |
| Emperador Racing Team                                    | Yamaha                           | Yamaha YZF-R 6                   | 39                               | Borja Quero                      | 9                                |
| Team Rosso Corsa                                         | Yamaha                           | Yamaha YZF-R 6                   | 42                               | Marco Bussolotti                 | 8                                |
| Pleo Racing Team                                         | Kawasaki                         | Kawasaki ZX-6 R                  | 43                               | Stefano Valtulini                | 8                                |
| VEPP Racing                                              | Honda                            | Honda CBR 600 RR                 | 48                               | Gergő Molnár                     | 7                                |
| Team Greenspeed                                          | Kawasaki                         | Kawasaki ZX-6 R                  | 52                               | Marco Malone                     | 5                                |
| Renzi Corse                                              | Kawasaki                         | Kawasaki ZX-6 R                  | 53                               | Nicola Jr. Morrentino            | 5                                |
| G.A.S. Racing Team                                       | Yamaha                           | Yamaha YZF-R 6                   | 55                               | Massimo Roccoli                  | 5                                |
| G.A.S. Racing Team                                       | Yamaha                           | Yamaha YZF-R 6                   | 60                               | Lorenzo Gabellini                | 5, 8                             |
| CIA Landlord Insurance Honda                             | Honda                            | Honda CBR 600 RR                 | 56                               | Péter Sebestyén                  | 8–12                             |
| CIA Landlord Insurance Honda                             | Honda                            | Honda CBR 600 RR                 | 61                               | Ryan Vickers                     | 6                                |
| CIA Landlord Insurance Honda                             | Honda                            | Honda CBR 600 RR                 | 66                               | Niki Tuuli                       | 1–5                              |
| CIA Landlord Insurance Honda                             | Honda                            | Honda CBR 600 RR                 | 96                               | Andrew Irwin                     | 2–7                              |
| CIA Landlord Insurance Honda                             | Honda                            | Honda CBR 600 RR                 | 111                              | Kyle Smith                       | 7–12                             |
| Benro Racing                                             | Yamaha                           | Yamaha YZF-R 6                   | 62                               | Vasco van der Valk               | 4                                |
| Extreme Racing Bardahl                                   | MV Agusta                        | MV Agusta F3                     | 63                               | Davide Stirpe                    | 5, 8                             |
| GRT Yamaha Official WorldSSP Team                        | Yamaha                           | Yamaha YZF-R 6                   | 64                               | Federico Caricasulo              | alle                             |
| GRT Yamaha Official WorldSSP Team                        | Yamaha                           | Yamaha YZF-R 6                   | 144                              | Lucas Mahias                     | alle                             |
| Floramo Monaco Racing Team                               | Honda                            | Honda CBR 600 RR                 | 65                               | Michael Canducci                 | 7                                |
| Team Rosso e Nero                                        | Yamaha                           | Yamaha YZF-R 6                   | 65                               | Michael Canducci                 | 8                                |
| Flembbo Leader Team                                      | Kawasaki                         | Kawasaki ZX-6 R                  | 67                               | Gaëtan Matern                    | 10                               |
| Motor Village 69 Racing                                  | Honda                            | Honda CBR 600 RR                 | 69                               | Pierre Coppa                     | 7                                |
| H43 Team Nobby Denson                                    | Kawasaki                         | Kawasaki ZX-6 R                  | 70                               | Miquel Pons                      | 9                                |
| The BlackSheep Team                                      | Yamaha                           | Yamaha YZF-R 6                   | 71                               | Marco Muzio                      | 10                               |
| ENI_Motor7_Pequeno Motos                                 | Yamaha                           | Yamaha YZF-R 6                   | 75                               | Ivo Lopes                        | 9                                |
| MAXIGP108                                                | Yamaha                           | Yamaha YZF-R 6                   | 80                               | Maximilien Bau                   | 10                               |
| Paukku Racing                                            | Triumph                          | Triumph Daytona 675              | 82                               | Pauli Pekkanen                   | 10                               |
| Scuderia Improve – Firenze Motor                         | Honda                            | Honda CBR 600 RR                 | 93                               | Roberto Mercandelli              | 8                                |
| Core Kawasaki Thailand Racing Team                       | Kawasaki                         | Kawasaki ZX-6 R                  | 99                               | Thitipong Warokorn               | 2                                |
| FIM Europe Supersport Cup                                |                                  |                                  |                                  |                                  |                                  |
| GRT Yamaha Official WorldSSP Junior Team                 | Yamaha                           | Yamaha YZF-R 6                   | 15                               | Alfonso Coppola                  | 3–10                             |
| Sterkman Motorsport by HRP                               | Suzuki                           | Suzuki GSX-R600                  | 22                               | Eemeli Lahti                     | 3–8                              |
| Team Hartog – Against Cancer                             | Kawasaki                         | Kawasaki ZX-6 R                  | 47                               | Rob Hartog                       | 3–10                             |
| SSP Hungary Racing Nordfilm Packaging SSP Hungary Racing | Kawasaki                         | Kawasaki ZX-6 R                  | 56                               | Péter Sebestyén                  | 3–5                              |
| SSP Hungary Racing Nordfilm Packaging SSP Hungary Racing | Kawasaki                         | Kawasaki ZX-6 R                  | 97                               | Richárd Bódis                    | 8                                |
| Chromeburner Wayne’s Racingteam MtM                      | Kawasaki                         | Kawasaki ZX-6 R                  | 77                               | Wayne Tessels                    | 3–10                             |

| Legende         |
| --------------- |
| Stammfahrer     |
| Wildcard-Fahrer |
| Ersatzfahrer    |

## Fahrerwertung
| Rang | Fahrer                 | Motorrad  | Australien | Thailand | Spanien | Niederlande | Italien | Vereinigtes Konigreich | Tschechien | Italien | Portugal | Frankreich | Argentinien | Katar | Gesamt- Punkte |
| ---- | ---------------------- | --------- | ---------- | -------- | ------- | ----------- | ------- | ---------------------- | ---------- | ------- | -------- | ---------- | ----------- | ----- | -------------- |
| 1    | Sandro Cortese         | Yamaha    | 3          | 4        | 1       | 6           | 4       | 1                      | 2          | 3       | 6        | 2          | 2           | 2     | 208            |
| 2    | Lucas Mahias           | Yamaha    | 1          | 2        | 4       | 4           | 8       | 5                      | 4          | Ret     | 1        | 3          | 3           | 1     | 185            |
| 3    | Jules Cluzel           | Yamaha    | 7          | Ret      | 3       | 1           | 1       | 2                      | 1          | 4       | Ret      | 1          | 1           | Ret   | 183            |
| 4    | Randy Krummenacher     | Yamaha    | 2          | 1        | 11      | 2           | 5       | 4                      | 5          | 5       | 5        | 5          | 6           | 5     | 159            |
| 5    | Federico Caricasulo    | Yamaha    | 4          | 3        | 2       | Ret         | 2       | 6                      | Ret        | 1       | 2        | 13         | Ret         | 3     | 143            |
| 6    | Raffaele De Rosa       | MV Agusta | 6          | 7        | Ret     | 3           | 3       | 3                      | 3          | 2       | 4        | 7          | Ret         | 8     | 133            |
| 7    | Thomas Gradinger       | Yamaha    | 10         | 11       | 23      | 9           | 12      | 8                      | 6          | Ret     | 9        | 4          | 4           | 4     | 86             |
| 8    | Kyle Smith             | Honda     | 8          | Ret      | 5       | Ret         | 24      | 13                     | 8          | 7       | 3        | 8          | 7           | Ret   | 72             |
| 9    | Luke Stapleford        | Triumph   | 5          | 10       | 6       | 5           | 9       |                        |            |         |          |            |             |       | 56             |
| 9    | Luke Stapleford        | Yamaha    |            |          |         |             |         | 16                     | 18         | 14      | 12       | 15         | 12          | Ret   | 56             |
| 10   | Anthony West           | Kawasaki  | Ret        | 6        | 9       | DNS         | 6       | 11                     | 7          | 6       |          |            |             |       | 51             |
| 11   | Ayrton Badovini        | MV Agusta | 9          | 15       | Ret     | 12          | Ret     | 7                      | Ret        | 10      | 8        | 12         | 11          | 11    | 49             |
| 12   | Loris Cresson          | Yamaha    | 12         | 13       | 12      | 10          | 13      | 12                     | 10         | Ret     | DNS      | 18         | 10          | 12    | 40             |
| 13   | Hikari Okubo           | Kawasaki  | 14         | 19       | Ret     | Ret         | 10      | Ret                    | 13         | 9       | 10       | 9          | 8           | Ret   | 39             |
| 14   | Niki Tuuli             | Honda     | 11         | 9        | 8       | 7           | 7       |                        |            |         |          |            |             |       | 38             |
| 15   | Corentin Perolari      | Yamaha    |            |          | 16      |             |         | 15                     |            | 12      | Ret      | 6          | 5           | 6     | 36             |
| 16   | Hannes Soomer          | Honda     | Ret        | 17       | 18      | 11          | 16      | 14                     | 12         | 15      | 7        | 11         | 13          | 9     | 36             |
| 17   | Héctor Barberá         | Kawasaki  |            |          |         |             |         |                        |            |         | 11       | 10         | 9           | 7     | 27             |
| 18   | Rob Hartog             | Kawasaki  |            |          | 10      | 8           | 11      | Ret                    | 11         | 13      | DSQ      | 17         |             |       | 27             |
| 19   | Sheridan Morais        | Kawasaki  |            |          | 7       | Ret         |         | 9                      | Ret        | Ret     |          |            |             |       | 16             |
| 20   | Thitipong Warokorn     | Kawasaki  |            | 5        |         |             |         |                        |            |         |          |            |             |       | 11             |
| 21   | Eemeli Lahti           | Suzuki    |            |          | 13      | 15          | Ret     | 18                     | 9          | Ret     |          |            |             |       | 11             |
| 22   | Andrew Irwin           | Honda     |            | 20       | 20      | 13          | 14      | 10                     | 17         |         |          |            |             |       | 11             |
| 23   | Péter Sebestyén        | Kawasaki  |            |          | 21      | 19          | 17      |                        |            |         |          |            |             |       | 9              |
| 23   | Péter Sebestyén        | Honda     |            |          |         |             |         |                        |            | 17      | Ret      | 14         | 15          | 10    | 9              |
| 24   | Lorenzo Gabellini      | Yamaha    |            |          |         |             | 20      |                        |            | 8       |          |            |             |       | 8              |
| 25   | Ratthapong Wilairot    | Yamaha    |            | 8        |         |             |         |                        |            |         |          |            |             |       | 8              |
| 26   | Marco Bussolotti       | Yamaha    |            |          |         |             |         |                        |            | 11      |          |            |             |       | 5              |
| 27   | Jaimie van Sikkelerus  | Honda     | 16         | 21       | 19      | Ret         | Ret     | Ret                    | DNS        | 22      | 14       | Ret        | 18          | 13    | 5              |
| 28   | Christian Stange       | Kawasaki  |            |          |         |             |         |                        |            | Ret     | 15       | 16         | 14          | 14    | 5              |
| 29   | Jack Kennedy           | Triumph   |            | 12       |         |             |         |                        |            |         |          |            |             |       | 4              |
| 30   | Miquel Pons            | Kawasaki  |            |          |         |             |         |                        |            |         | 13       |            |             |       | 3              |
| 31   | Kenan Sofuoğlu         | Kawasaki  | 13         |          |         |             | Ret     |                        |            |         |          |            |             |       | 3              |
| 32   | Alfonso Coppola        | Yamaha    |            |          | Ret     | 20          | 19      | 19                     | 14         | 23      | 19       | 25         |             |       | 2              |
| 33   | Wayne Tessels          | Kawasaki  |            |          | 22      | 14          | 21      | 20                     | 20         | 20      | Ret      | 19         |             |       | 2              |
| 34   | Michael Canducci       | Kawasaki  | Ret        |          | 14      | Ret         | 18      | 21                     |            |         |          |            |             |       | 2              |
| 34   | Michael Canducci       | Honda     |            |          |         |             |         |                        | 16         |         |          |            |             |       | 2              |
| 34   | Michael Canducci       | Yamaha    |            |          |         |             |         |                        |            | 19      |          |            |             |       | 2              |
| 35   | Decha Kraisart         | Yamaha    |            | 14       |         |             |         |                        |            |         |          |            |             |       | 2              |
| 36   | Nacho Calero           | Kawasaki  | 18         | Ret      | 17      | 17          | 22      | Ret                    | 21         | Ret     | Ret      | 24         | 20          | 15    | 1              |
| 37   | Alex Baldolini         | Honda     |            |          |         |             |         |                        | 15         | Ret     |          |            |             |       | 1              |
| 38   | Nicola Jr. Morrentino  | Kawasaki  |            |          |         |             | 15      |                        |            |         |          |            |             |       | 1              |
| 39   | Stefan Hill            | Triumph   | DNS        |          | 15      | 16          | 23      | 17                     | Ret        | Ret     |          |            |             |       | 1              |
| 40   | Tom Toparis            | Kawasaki  | 15         |          |         |             |         |                        |            |         |          |            |             |       | 1              |
|      | Alex Murley            | Honda     |            |          |         |             |         |                        |            |         | Ret      | 26         | 19          | 16    | 0              |
|      | Ezequiel Iturrioz      | Kawasaki  |            |          |         |             | Ret     | 22                     | 23         | 21      | 17       | 20         | 16          | Ret   | 0              |
|      | Sam Hornsey            | Triumph   |            |          |         |             |         |                        |            |         | 16       | 21         | 17          | Ret   | 0              |
|      | Davide Stirpe          | MV Agusta |            |          |         |             | DNS     |                        |            | 16      |          |            |             |       | 0              |
|      | Azlan Shah Kamaruzaman | Kawasaki  |            | 16       |         |             |         |                        |            |         |          |            |             |       | 0              |
|      | Mike Di Meglio         | Yamaha    | 17         | 18       |         |             |         |                        |            |         |          |            |             |       | 0              |
|      | Kengo Nagao            | Kawasaki  |            |          |         |             |         |                        |            |         | 18       |            |             |       | 0              |
|      | Roberto Mercandelli    | Honda     |            |          |         |             |         |                        |            | 18      |          |            |             |       | 0              |
|      | Vasco van der Valk     | Yamaha    |            |          |         | 18          |         |                        |            |         |          |            |             |       | 0              |
|      | Max Enderlein          | Yamaha    |            |          |         |             |         |                        | 19         |         |          |            |             |       | 0              |
|      | Kevin van Leuven       | Kawasaki  |            |          |         |             |         |                        |            |         |          | 22         |             |       | 0              |
|      | Luigi Morciano         | Kawasaki  |            |          |         |             |         |                        | 22         |         |          |            |             |       | 0              |
|      | Ted Collins            | Kawasaki  |            | 22       |         |             |         |                        |            |         |          |            |             |       | 0              |
|      | Pauli Pekkanen         | Triumph   |            |          |         |             |         |                        |            |         |          | 23         |             |       | 0              |
|      | Michal Chalupa         | Yamaha    |            |          |         |             |         |                        | 24         |         |          |            |             |       | 0              |
|      | Lachlan Epis           | Kawasaki  | Ret        | Ret      | 24      | Ret         |         |                        |            |         |          |            |             |       | 0              |
|      | Pierre Coppa           | Yamaha    |            |          |         |             |         |                        | 25         |         |          |            |             |       | 0              |
|      | Borja Quero            | Yamaha    |            |          |         |             |         |                        |            |         | NC       |            |             |       | 0              |
|      | Glenn van Straalen     | Kawasaki  |            |          |         |             |         |                        |            |         |          |            | Ret         | Ret   | 0              |
|      | Gaëtan Matern          | Kawasaki  |            |          |         |             |         |                        |            |         |          | Ret        |             |       | 0              |
|      | Maximilien Bau         | Yamaha    |            |          |         |             |         |                        |            |         |          | Ret        |             |       | 0              |
|      | Marco Muzio            | Yamaha    |            |          |         |             |         |                        |            |         |          | Ret        |             |       | 0              |
|      | Ivo Lopes              | Yamaha    |            |          |         |             |         |                        |            |         | Ret      |            |             |       | 0              |
|      | Stefano Valtulini      | Kawasaki  |            |          |         |             |         |                        |            | Ret     |          |            |             |       | 0              |
|      | Richárd Bódis          | Kawasaki  |            |          |         |             |         |                        |            | Ret     |          |            |             |       | 0              |
|      | Gergő Molnár           | Honda     |            |          |         |             |         |                        | Ret        |         |          |            |             |       | 0              |
|      | Ryan Vickers           | Honda     |            |          |         |             |         | Ret                    |            |         |          |            |             |       | 0              |
|      | Marco Malone           | Kawasaki  |            |          |         |             | Ret     |                        |            |         |          |            |             |       | 0              |
|      | Massimo Roccoli        | Yamaha    |            |          |         |             | Ret     |                        |            |         |          |            |             |       | 0              |
| Rang | Fahrer                 | Motorrad  | Australien | Thailand | Spanien | Niederlande | Italien | Vereinigtes Konigreich | Tschechien | Italien | Portugal | Frankreich | Argentinien | Katar | Gesamt- Punkte |

| Farbe         | Bedeutung                               |
| ------------- | --------------------------------------- |
| Gold          | Sieger                                  |
| Silber        | 2. Platz                                |
| Bronze        | 3. Platz                                |
| Grün          | Platzierung in den Punkten              |
| Blau          | Klassifiziert außerhalb der Punkteränge |
| Violett       | Rennen nicht beendet (DNF)              |
| Violett       | nicht klassifiziert (NC)                |
| Rot           | nicht qualifiziert (DNQ)                |
| Schwarz       | disqualifiziert (DSQ)                   |
| Weiß          | nicht am Start (DNS)                    |
| Weiß          | zurückgezogen (WD)                      |
| Weiß          | Rennen abgesagt (C)                     |
| ohne Farbe    | nicht am Training teilgenommen (DNP)    |
| ohne Farbe    | verletzt oder krank (INJ)               |
| ohne Farbe    | ausgeschlossen (EX)                     |
| ohne Farbe    | nicht erschienen (DNA)                  |
| fett          | Pole-Position                           |
| kursiv        | Schnellste Rennrunde                    |
| unterstrichen | WM-Führung                              |
| hochgestellt  | Platzierung im Sprintrennen             |

## Konstrukteurswertung
| Rang | Hersteller | Australien | Thailand | Spanien | Niederlande | Italien | Vereinigtes Konigreich | Tschechien | Italien | Portugal | Frankreich | Argentinien | Katar | Gesamt- Punkte |
| ---- | ---------- | ---------- | -------- | ------- | ----------- | ------- | ---------------------- | ---------- | ------- | -------- | ---------- | ----------- | ----- | -------------- |
| 1    | Yamaha     | 1          | 1        | 1       | 1           | 1       | 1                      | 1          | 1       | 1        | 1          | 1           | 1     | 300            |
| 2    | MV Agusta  | 6          | 7        | Ret     | 3           | 3       | 3                      | 3          | 2       | 4        | 7          | 11          | 8     | 138            |
| 3    | Honda      | 8          | 9        | 5       | 7           | 7       | 10                     | 8          | 7       | 3        | 8          | 7           | 9     | 107            |
| 4    | Kawasaki   | 13         | 5        | 7       | 8           | 6       | 9                      | 7          | 6       | 10       | 9          | 8           | 7     | 97             |
| 5    | Triumph    | 5          | 10       | 6       | 5           | 9       | 17                     | Ret        | Ret     | 16       | 21         | 17          | Ret   | 45             |
| 6    | Suzuki     |            |          | 13      | 15          | Ret     | 18                     | 9          | Ret     |          |            |             |       | 11             |